# Parcs de mémoire
Parc de mémoire est un roman de science-fiction écrit par Maurice Mourier et paru en 1985 aux éditions Denoël dans la collection Présence du futur.

## Résumé
Dans un futur très lointain où plus aucun tabou n'existe et où seuls le plaisir et l'instant présent ont droit de cité, un responsable d'édition se voit remettre un manuscrit très ancien dans lequel est décrit tout un processus qui vise à réduire la surpopulation de manière radicale.

## Un mélange descience-fictionet d'uchronie
Si le début du roman prend place dans un futur lointain où le bonheur semble maître, il dérive rapidement dans la lecture du fameux manuscrit pour nous entraîner dans une époque plus contemporaine de la nôtre.
C'est au travers les yeux d'un jeune responsable du projet, et en suivant son parcours des années 1970 aux années 2000, que nous découvrons au fur et à mesure le déroulement de ce projet qui mettra à contribution les gouvernements du monde entier ainsi que toutes les organisations un minimum influentes.
La lecture du manuscrit est entrecoupée de passages nous ramenant dans le futur, souvent pour décrire une scène de sexe (très présentes tout le long du livre).
Finalement le cadre futuriste semble peu intéressant et sert plus de prétexte qu'autre chose, la véritable histoire se déroulant dans le manuscrit lu par l'homme du futur.